# Sabaterpia taeniata
Sabaterpia taeniata is een rechtvleugelig insect uit de familie van de sabelsprinkhanen (Tettigoniidae). De wetenschappelijke naam van deze soort is voor het eerst voorgesteld als Ephippigera taeniata door Henri de Saussure in een publicatie uit 1898.
Deze soort komt in Zuid-Spanje (Andalusië), Marokko (o.a. Midden-Atlas) en Algerije.